# SCX engine
SCX engine — игровой движок, разработанный для внутреннего использования компанией Ubisoft. Первой игрой на его базе стал стелс-экшен Tom Clancy's Splinter Cell: Chaos Theory 2005 года.

## История разработки
Движок SCX разрабатывался канадским подразделением компании — Ubisoft Montreal — специально для использования в игре Tom Clancy's Splinter Cell: Chaos Theory. SCX основан на игровом движке Unreal Engine 2.5 (билд 3339) с частичной интеграцией наработок предыдущей версии — улучшенного Unreal Engine 2 (билд 829) из первой игры серии, Tom Clancy's Splinter Cell. SCX — внутреннее название технологии. В специализированных СМИ игры на движке обычно освещаются как «основанные на модифицированном Unreal Engine 2.5».
Игра Tom Clancy's Splinter Cell: Chaos Theory поступила в продажу 28 марта 2005 года и была выпущена на персональном компьютере и игровых консолях PlayStation 2, Xbox и GameCube.
Силами Ubisoft Shanghai SCX был в значительной мере переработан для последующей игры серии — Tom Clancy's Splinter Cell: Double Agent, которая вышла 21 марта 2006 года на ПК, PlayStation 3 и Xbox 360. Версия этой же игры для менее производительных консолей (PS2, Xbox, GameCube, Wii) использует оригинальный SCX.
Кроме того, на основе оригинального SCX сделан более современный игровой движок Ubisoft — LEAD.

## Технические характеристики
Существенным отличием SCX от Unreal Engine 2.5 является переработанный рендерер (графический движок) — компонент, отвечающий за вывод графики. В частности, была переделана модель освещения, добавлены методы рельефного текстурирования с наложением карт нормалей на все поверхности, эффект High Dynamic Range Rendering, а также широкий набор фильтров пост-обработки. Таким образом, на момент выхода, Chaos Theory являлась одной из самых технологически продвинутых игр. Движок обрабатывает как закрытые (англ. indoor), так и среднего размера открытые (англ. outdoor) локации.
Поддерживается персональный компьютер и игровые консоли PlayStation 2, PlayStation 3, Xbox, Xbox 360, PSP и Wii. Изображение выводится силами API DirectX 9. Применяются пиксельные и вершинные шейдеры версий 1.1 и 3.0.
Интегрирован физический движок Havok второй версии (вместо Karma в оригинальном UE 2.5).
Существенно улучшенная версия движка SCX, на базе которой создана игра Splinter Cell: Double Agent, помимо графических улучшений, поддерживает многопоточность; физический движок Havok обновлен до второй версии.

### Рендерер (графический движок)
Ниже перечислена часть основных нововведений движка, которые касаются исключительно графической составляющей.
- Взамен прежней модели освещения Unreal Engine 2.5 используется унифицированная модель попиксельного освещения Блинна-Фонга, силами которой каждый обрабатываемый источник света дает диффузную и спекулярную составляющие на поверхностях объектов. Кроме того, на всех поверхностях использовано несколько текстурных слоев с наложением карт нормалей.

- Поддерживаются динамические тени с размытыми краями.

- Используются методы рельефного текстурирования: parallax mapping и normal mapping.

- Применяется High Dynamic Range Rendering вместе с эффектом адаптации зрения к условиям освещения. Такая функция была частично (в виде использования фильтра bloom, с которым комбинируется HDR) реализована в предыдущих играх серии, Tom Clancy's Splinter Cell и Tom Clancy's Splinter Cell: Pandora Tomorrow.

- Самозатенение объектов (добавлено в Splinter Cell: Double Agent).

- Глубина резкости (добавлено в Splinter Cell: Double Agent).

- Пост-фильтры изображения: bloom, motion blur, искажение (англ. distortion), зернистость (англ. noise) и др.

## Игры, использующие SCX
- 2005 — Tom Clancy's Splinter Cell: Chaos Theory компании Ubisoft Montreal[3]

- 2006 — Tom Clancy's Splinter Cell: Double Agent компании Ubisoft Shanghai[7]

- 2011 — Tom Clancy's Splinter Cell Trilogy Classics HD (вероятно, Chaos Theory из этого сборника, базируется на улучшенном SCX engine[5])